# Flaga Mari El
Flaga Mari El zatwierdzona 5 marca 2011 to prostokątny biały materiał o proporcjach (szerokość do długości) 2:3, mający od strony drzewca czerwony pas z maryjskim ornamentem (szerokość pasa z ornamentem wynosi 1/8 długości flagi). W środku białego pola umieszczone jest godło Mari El. Zajmujące 7/10 szerokości flagi, oddalone od górnego kraja o 1/10, a od dolnego na 2/10 szerokości materiału.
Poprzednia flaga miała formę prostokątnego płatu tkaniny, podzielonego na trzy horyzontalne pasy o barwach: niebieskiej, białej i czerwonej. Proporcje tych pasów względem siebie wynosiły odpowiednio 1:1,5:1. W centrum, na białym tle umieszczony był znak solarny - popularny na Syberii i przyległych do niej obszarach europejskich.
Pierwsza wersja flagi została przyjęta 3 września 1992 roku. W 2006 jej wygląd został nieco zmieniony: zmodyfikowano wygląd symbolu solarnego, umieszczono go w centralnym punkcie flagi (dotychczas był po lewej stronie), usunięto znajdujący się pod nim napis z nazwą państwa, a także zmieniono proporcje pasów z poszczególnymi kolorami – dotąd bowiem środkowy, biały pas był dwukrotnie szerszy od pozostałych. Zmniejszono też stosunek długości do szerokości flagi, dotąd wynoszący 2:1.

Rewers obecnej flagi
Flaga w latach 2006–2011
Flaga Mari El 1992–2006